# Шороон Бумбагар (гробница)
Гробница Шороон Бумбагар (также Улан-Хэрмиин Шороон Бумбагар, Шороон Бумбагар-II, Майхан-уул; монг. Шороон Бумбагар — «земляной бугор», «курган») — древняя гробница, расположенная в аймаке Булган сомона Байаннуур, на западном берегу реки Туул, Монголии. В гробнице обнаружено множество артефактов — золотой сосуд, украшения, шёлковые изделия, конское снаряжение, детали пояса, имитация монет, статуэтки людей и животных и др. На стенах дромоса и арках нанесены цветные фрески, на которых изображены люди, лошади, драконы, здания и растительный орнамент. Исследователи предполагают, что памятник создан в середине VII века (650—682 года). Гробница обнаружена и раскапывалась совместной монгольско-казахстанской экспедицией в 2011 году. Находки хранятся в музее «Хархорум» города Хархорин, в отдельном зале, целиком посвящённом этому памятнику.

## Названия
Шороон бумбагар в переводе с монгольского означает «земляной бугор» или «курган». В российских, монгольских и англоязычных публикациях используются различные наименования памятника, в том числе и у авторов раскопок. В казахских источниках часто используется название Майхан-уул, в монголоязычных — Улан-Хэрмиин Шороон Бумбагар или сокращённо Шороон Бумбагар.

## Гробница
Гробница обнаружена в Центральной Монголии в сомоне Байаннуур, в аймаке Булган на западном берегу реки Туул и раскопана в 2011 году археологами совместной монгольско-казахстанской экспедиции. Памятник Шороон Бумбагар по конструкции и обряду захоронения схож с гробницей Шороон Дов, которая раскопана в 2009 году на противоположном берегу реки Туул. Авторы раскопок комплекса считали, что памятник также имеет аналоги с мавзолеями Восточного Туркестана. И. Л. Кызласов полагал, что памятник аналогичен мавзолеям танской знати, подземным гробницам династии Ляо и мавзолеям Восточного Туркестана.
По фигуркам китайских чиновников, по типу седельных ремней, общему виду сопроводительного инвентаря и найденным монетам С. А. Яценко, Н. Н. Серёгин, Д. П. Шульга, Е. А. Гирченко и М. О. Филатова, указывают что примерное время создания памятника находится между 650 и 682 годами, когда Восточно-Тюркский каганат входил в состав Танской империи. По мнению В. В. Горбунова и В. В. Серова курган сооружён во время существования Второго Восточно-Тюркского каганата в первой трети VIII века.
И. Л. Кызласовым была отмечена высокая степень влияния традиций Китая на похоронную практику у кочевников при сооружении мавзолея, в то же время отдельные казахстанские исследователи, по замечанию Н. Н. Серёгина, напротив, эти влияния преуменьшали, стремясь подчеркнуть его тюркскую принадлежность. Такое преуменьшение не имеет объективных оснований — материалы раскопок явно это демонстрировали: культурная традиция Китая прослеживалась в конструктивных особенностях сооружения, в глиняных и деревянных статуэтках, в изображениях на стенах, в кремирование покойного — всё это очень характерно для погребений элиты в Поднебесной империи. Лишь некоторые предметы, как отмечал Н. Н. Серёгин, из находок гробницы имели «тюркский» облик. Устройство погребального кургана имело черты, которые не соотносились с чертами и культурой погребальных сооружений тюрок. Также в погребении под влиянием буддизма не было оружия. Фрески в гробнице почти идентичны фрескам эпохи династии Тан, а нанесение изображений над дромосом является одним из доказательств влияния китайской традиции захоронения.
Н. Н. Серёгин и А. Арден-Вонг отмечали, что местные вожди, чтобы показать свой высокий статус, при сооружении погребальных курганов использовали погребальные традиции Китая. Археологи, раскопавшие памятник, считали, что погребение принадлежало высшей знати, древнему тюркскому вождю. По мнению А. И. Бураева, погребённый мог являться правителем одного из тюркских племён (племя теле), проживавших в то время на территории средневековой Монголии. По предположению Анил Ильмаза, это захоронение могло принадлежать либо китайской принцессе, либо матери погребённого в гробнице Шороон Дов, расположенной по соседству, на противоположном берегу реки.

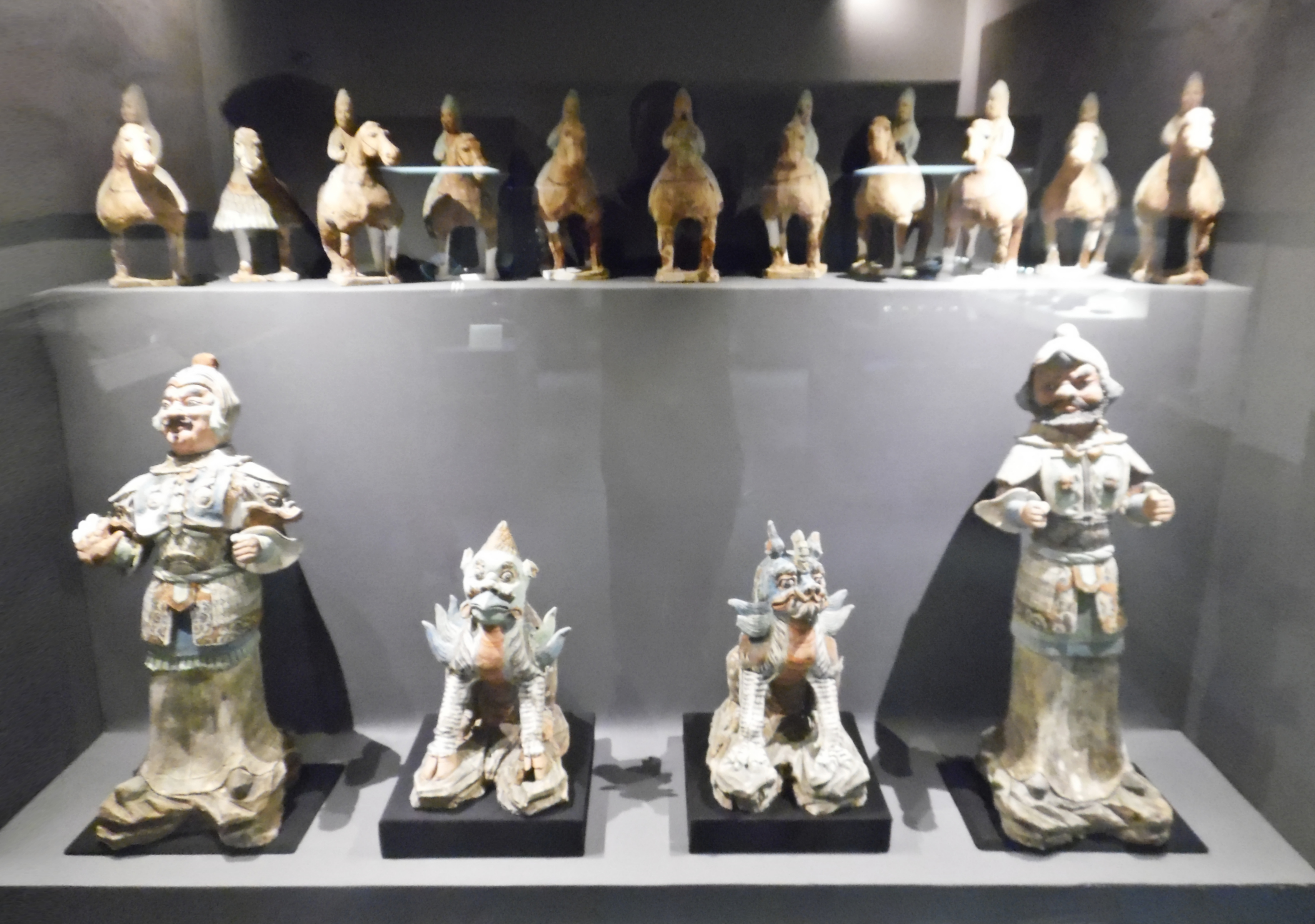
В первом ряду: по краям глиняные фигурки Небесных Царей, по центру глиняные фигурки животных-апотропей (обереги). Задний ряд: терракотовые всадники, найденные в нишах. Музей «Хархорум».

Сооружение имело крупную земляную насыпь в виде кургана, длинный и глубокий коридор (дромос) к подземному склепу, в котором были две боковые ниши, заложенные кирпичами или каменными плитами. В этих нишах обнаружены деревянные и глиняные статуэтки стоящих людей и всадников. Вход в гробницу располагался с южной стороны.

## Находки
В гробнице найден деревянный гроб с кремированными останками погребённого внутри него, а также богатый сопроводительный инвентарь: золотой сосуд, украшения, шёлковые изделия, конское снаряжение, детали пояса, имитация монет, фигурки людей и животных и др. На стенах дромоса и арках нарисованы цветные фрески, на которых изображены люди, лошади, драконы, здания и растительный орнамент. Каменная плита с эпитафией, в отличие от гробницы Шороон Дов, отсутствовала. Находки хранятся в музее «Хархорум» города Хархорин, в отдельном зале, посвящённом этой гробнице. В музее была проведена реставрация находок и все они были занесены в каталог коллекций.
По словам археолога Эрдэнэболд Лхагвасурэна, перед курганом, на возвышенности над дромосом, найден скелет человека и собаки, что, скорее всего по его мнению, могло означать попытку взлома гробницы, которая предпринималась давным-давно. Им также отмечено, что эти останки не являлись жертвоприношением.
Внутри гроба, в деревянных ящичках на столиках, найдена 41 монета и их имитация (37 золотых и четыре серебрённых). Монеты были отнесены к трём группам: «византийские», «сасанидские» и «согдийские». Самой старой монетой из находок, по заключению В. В. Горбунова и В. В. Серова, считается византийский солид, датировавшийся 613 годом, остальные монеты датируются не раньше 30 — 40 годами VII века, возможно, второй половиной VII века. По предположению исследователей большая часть монет изготовлена в городах-государствах Восточного Согда. Монеты являлись имитаций настоящих монет, в основном византийских. На четырёх таких монетах изображён император в профиль, что являлось имитаций золотых семисов или тремиссов — более дешёвые монеты по сравнению с солидами.
Согласно Ч. Отгонбаяра, группа статуэток, сильно пострадавшая при обрушении части свода, представляла собой фигурки конных всадников с музыкальными инструментами — ансамбль из 18 музыкантов с различными видами духовых инструментов. Каждая скульптурка была индивидуальной. По способу производства и деталям одежды статуэток, они были традиционны времени династии Тан.

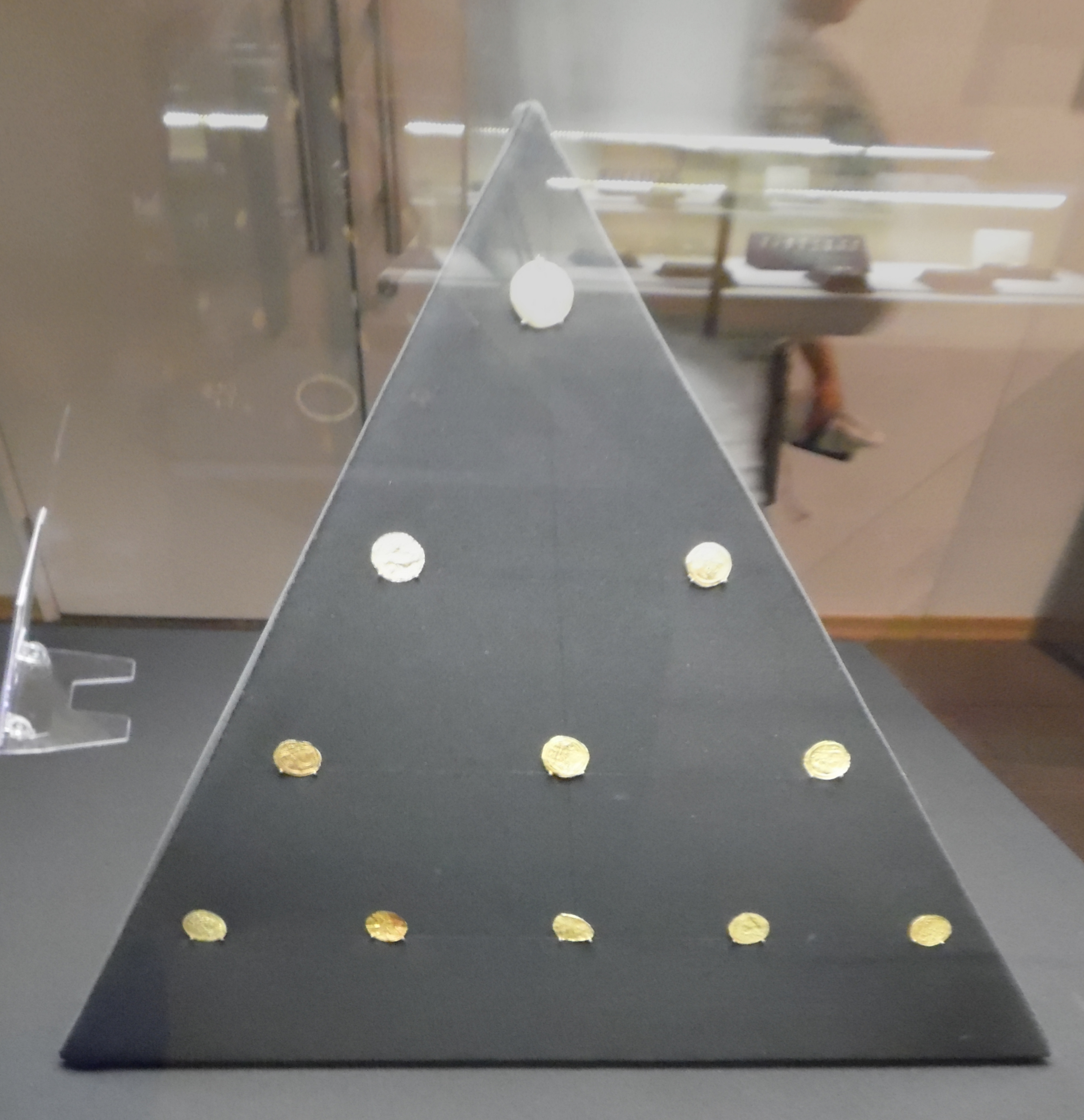
Монеты Византийской империи, найденные в гробнице[26]. Музей «Хархорум».
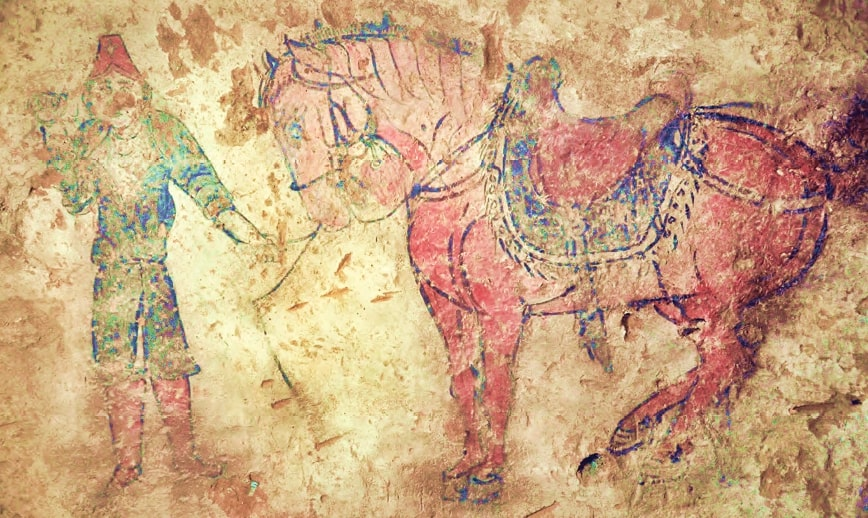
Фреска из гробницы[1][27].
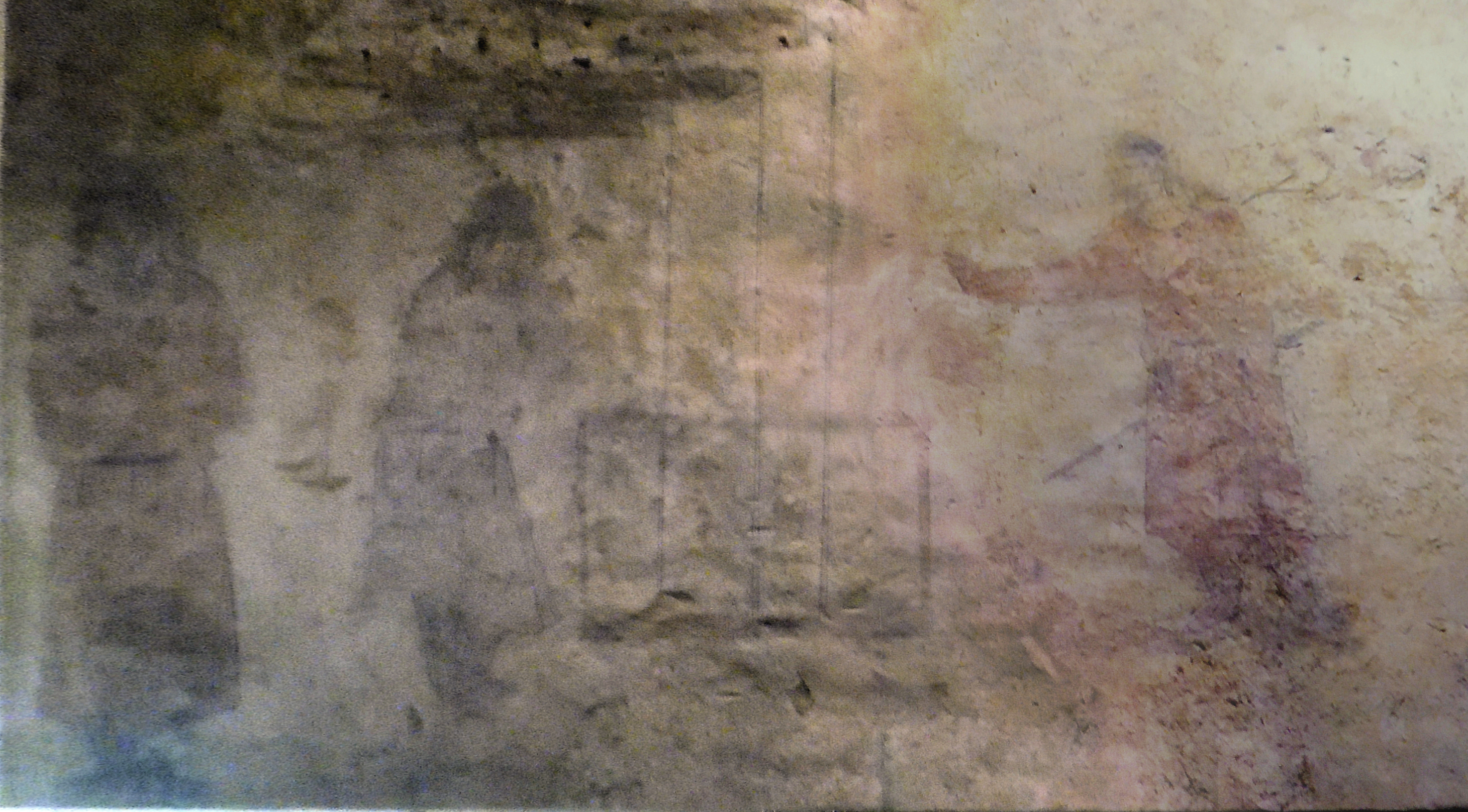
Фрагмент фрески на стене дромоса[28].